# Sezen Aksu
Sezen Aksu (Sarayköy, 13 juli 1954) is een Turkse zangeres, songwriter en producent. Samen met haar goede vriendin Ajda Pekkan wordt Aksu gezien als de grondlegger van de Turkse popmuziek in de jaren zeventig.

## Biografie
Sezen Aksu werd geboren als Fatma Sezen Yıldırım in Sarayköy, 20 kilometer ten westen van Denizli. Haar familie verhuisde naar Bergama toen ze drie jaar oud was. Aksu's ouders ontmoedigden haar om te zingen, omdat ze wilden dat hun dochter een vast beroep zou hebben als arts of ingenieur.

## Carrière
Haar muziek kent zowel zwaar georkestreerde partijen en dramatische zang (Sarı Odalar) als zoete lieve luisterliedjes. Sinds haar debuut in 1975 heeft ze inmiddels meer dan 40 miljoen albums verkocht. Als inspirator en tekstschrijver is zij de vrouw achter de schermen van sterren als Sertab Erener en Tarkan. Zij heeft in Turkije met vele artiesten samengewerkt, waaronder Sertab Erener, Aşkın Nur Yengi, Levent Yüksel, Hande Yener en Tarkan. Daarnaast heeft ze met Goran Bregović de cd Düğün ve Cenaze gemaakt in 1997.
In januari 2022 uitte Diyanet İşleri Başkanlığı, het Turkse Presidium voor geloofszaken, felle kritiek op Sezen Aksu omdat ze Adam en Eva zou hebben beledigd in een liedje dat ze via YouTube had verspreid. Er ontstond rond de zangeres een rel waarin religieuze groeperingen en prominente politici, onder wie president Erdoğan, zich mengden. Een groep van 200 muzikanten, schrijvers, academici en journalisten nam het voor haar op in een steunverklaring, verwijzend naar de grondwet die vrijheid van meningsuiting garandeert.

## Persoonlijk
Sezen Aksu is vier keer gehuwd geweest. Op achttienjarige leeftijd trouwde zij met Hasan Yüksektepe, maar de twee scheidden kort daarna. Van 1974 tot 1978 was ze gehuwd met gynaecoloog Ali Engin Aksu, wiens achternaam ze aannam en nog steeds gebruikt. Op 10 juli 1981 trouwde ze met Sinan Özer, terwijl ze zwanger was van hun kind. Het echtpaar scheidde in 1983. Ook haar huwelijk met journalist Ahmet Utlu in 1993 was van korte duur en eindigde in 1997 in een echtscheiding.